# Реконкиста (Мексика)

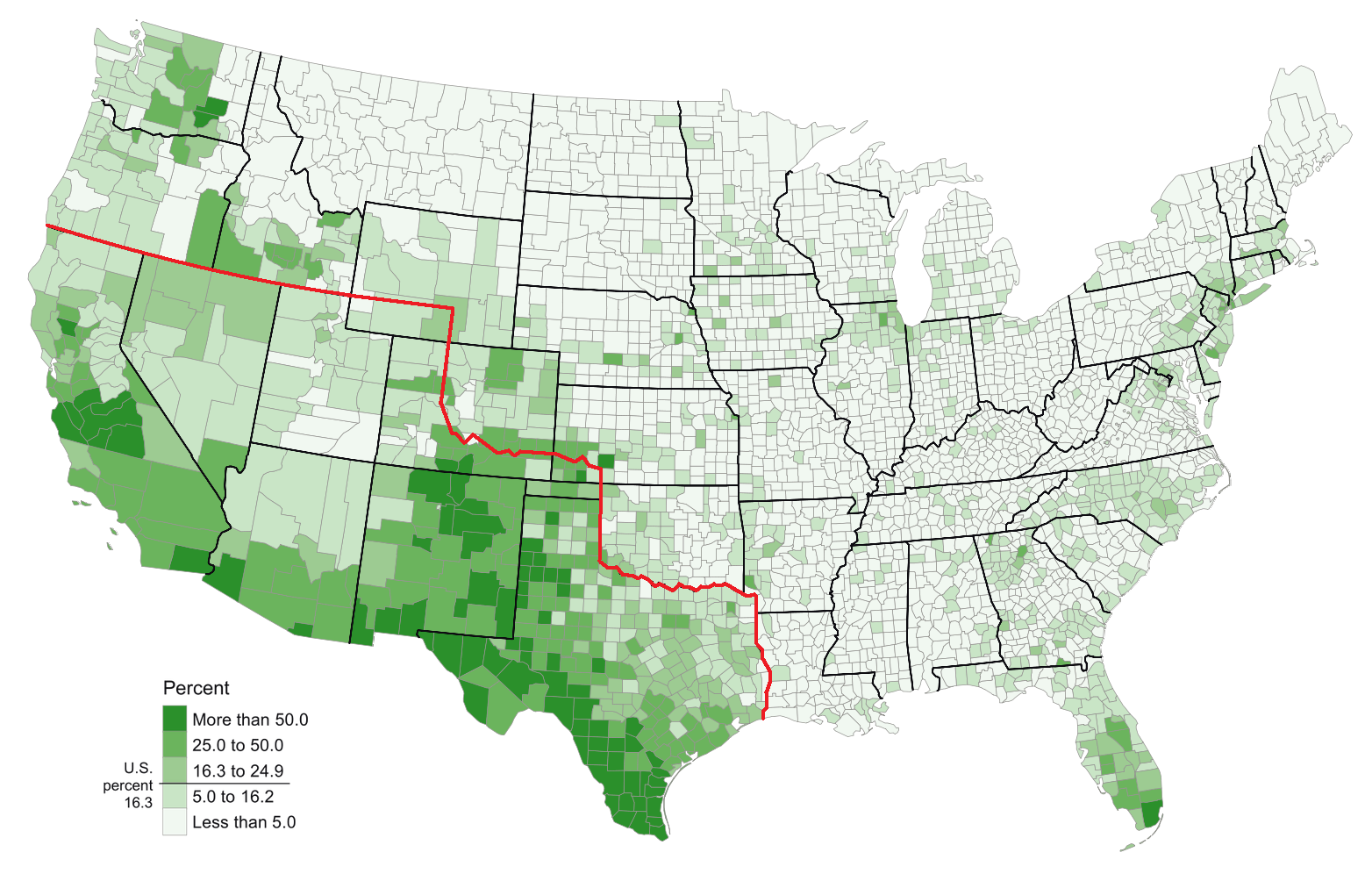
Доля латиноамериканцев в населении США в 2010 году по сравнению с мексикано-американской границей 1836 года.

Реконкиста — термин, описывающий ирредентистские взгляды различных людей, групп и/или народов, считающих что Юго-Запад США должен быть политически или культурно возвращён Мексике. Такие мнения часто формируются на том основании, что на эти территории на протяжении веков претендовала Испания, а затем — Мексика с 1821 года, пока они не были переданы Соединенным Штатам во время аннексии Техаса (1845) и мексиканской уступки (1848) из-за Американо-мексиканской войны.

## Предыстория
Термин Реконкиста означает «отвоевание» и является аналогией христианской Реконкисты мавританской Иберии. Районы наибольшей мексиканской иммиграции и культурного влияния совпадают с территориями, которые были захвачены Соединенными Штатами у Мексики в 19 веке.

## Культурные взгляды

### Мексиканские писатели
В статье 2001 года на латиноамериканском веб-портале Terra, «Продвижение испанского языка и латиноамериканцев напоминает Реконкисту», Элена Понятовска заявляла:
Одно из американских СМИ недавно заявило, что в некоторых местах, например в Лос-Анджелесе, если вы не говорите по-испански, то вас как-бы «нет». Это своего рода реконкиста (отвоевание) утерянных территорий с испанскими названиями, которые когда-то были мексиканскими.
[Сердечным тоном, сделав паузы и с улыбкой на лице, мексиканская писательница с удовлетворением прокомментировала изменения, происходящие в США в отношении восприятия латиноамериканцев и прогресса латиноамериканского сообщества в миграционных движениях]

Люди тараканов, блох, пришедшие из нищеты и невзгод, медленно продвигаются к Соединённым Штатам и пожирают их. Я не знаю, что со всем этим будет [в отношении предполагаемого расизма, который якобы всё ещё может восприниматься в США и других странах], но он [расизм] кажется врождённым заболеванием человечества.
В своем программном докладе на Втором Международном конгрессе испанского языка в Вальядолиде, Испания, в 2003 г. «Единство и разнообразие испанского языка, язык встреч», Карлос Фуэнтес сказал:
Что ж, я только что использовал английское выражение (отсылка к выражению «brain trust» в предыдущем абзаце), и это возвращает меня к американскому континенту, где 400 миллионов мужчин и женщин, от Рио-Браво до мыса Горн, говорят по-испански на территориях владений испанской короны в течение 300 лет; но на континенте, где на севере Мексики, в Соединённых Штатах, ещё 35 миллионов человек также говорят по-испански, и не только на территории, которая сначала принадлежала Новой Испании и Мексике до 1848 года — этой юго-западной границе, которая простирается от Техаса до Калифорнии — но и к северной части Тихого океана от Орегона, к среднему западу от Чикаго и даже к восточному побережью Нью-Йорка.
По этой причине говорят о реконкисте (отвоевании) старых территорий Испанской империи в Северной Америке. Но мы должны обратить внимание на тот факт, что нам нужно выйти за рамки количества людей, говорящих по-испански, к вопросу о том, конкурентоспособен ли испанский в областях науки, философии, информатики и литературы во всём мире, к вопросу, недавно поднятом Эдуардо Субиратсом.

Мы можем ответить отрицательно, что нет, в области науки, несмотря на наличие выдающихся учёных, мы не можем добавить, как говорит великий колумбийский ученый Мануэль Элькин Патарройо, у нас в Иберо-Америке не более 1 % учёных мира.
В другой части своего выступления Фуэнтес вкратце вернулся к своей идее «реконкисты»:
Интересно отметить появление нового лингвистического феномена, который Дорис Соммер из Гарвардского университета с изяществом и точностью называет «континентальной смесью», spanglish или espanglés, поскольку иногда используется английское выражение, а в других случаях, испанское выражение, это интересное пограничное явление, временами опасное, но всегда креативное, неизбежное или судьбоносное, как, например, благодаря старым контактам испанского и других языков с науатлем (языком ацтеков), мы можем сегодня сказать шоколад, помидор, авокадо, и если не говорить дикая индейка (guajolote), можно сказать индейка (pavo), поэтому французы превратили наше слово для американской индейки (guajolote) в индейскую птицу, oiseaux des Indes o dindon, в то время как англичане, совершенно дезориентированные в отношении географии, называют её turkey, как Турцию, возможно из-за каких-то амбиций, которые не признаются в Средиземноморье от Гибралтара до пролива Босфор.
Таким образом, сегодня реконкиста, прежде всего отвоевание — приведёт нас к статусу кво. Завоевание и колонизация Америки с помощью испанских военных и гражданских лиц было множественным парадоксом. Это была катастрофа для коренных общин, известных как великие индейские цивилизации Мексики и Перу.
Но катастрофа, предупреждает Мария Самбрано, является катастрофой только в том случае, если она ни к чему не приводит.

Все мы, коренные иберо-американцы, родились в результате катастрофы Конкисты. Сразу же мы стали метисами, женщинами и мужчинами с индейской, испанской, а позже и африканской кровью. Мы были католиками, но наше христианство было синкретическим убежищем коренных и африканских культур. И мы говорим по-испански, но мы дали этому языку американский, перуанский, мексиканский акцент… испанский язык перестал быть языком Империи, и он превратился в нечто гораздо большее … [он стал] универсальным языком, соединяющим европейскую и местную культуру….
Понятовска и Фуэнтес имеют концепции реконкисты, которые можно рассматривать как метафору языковых тенденций разнообразной группы народов в Северной и Южной Америке, которые в течение 500 лет были объединены испанским языком, что, между прочим, включает пограничный регион на юго-западе США.

### Националистический фронт Мексики

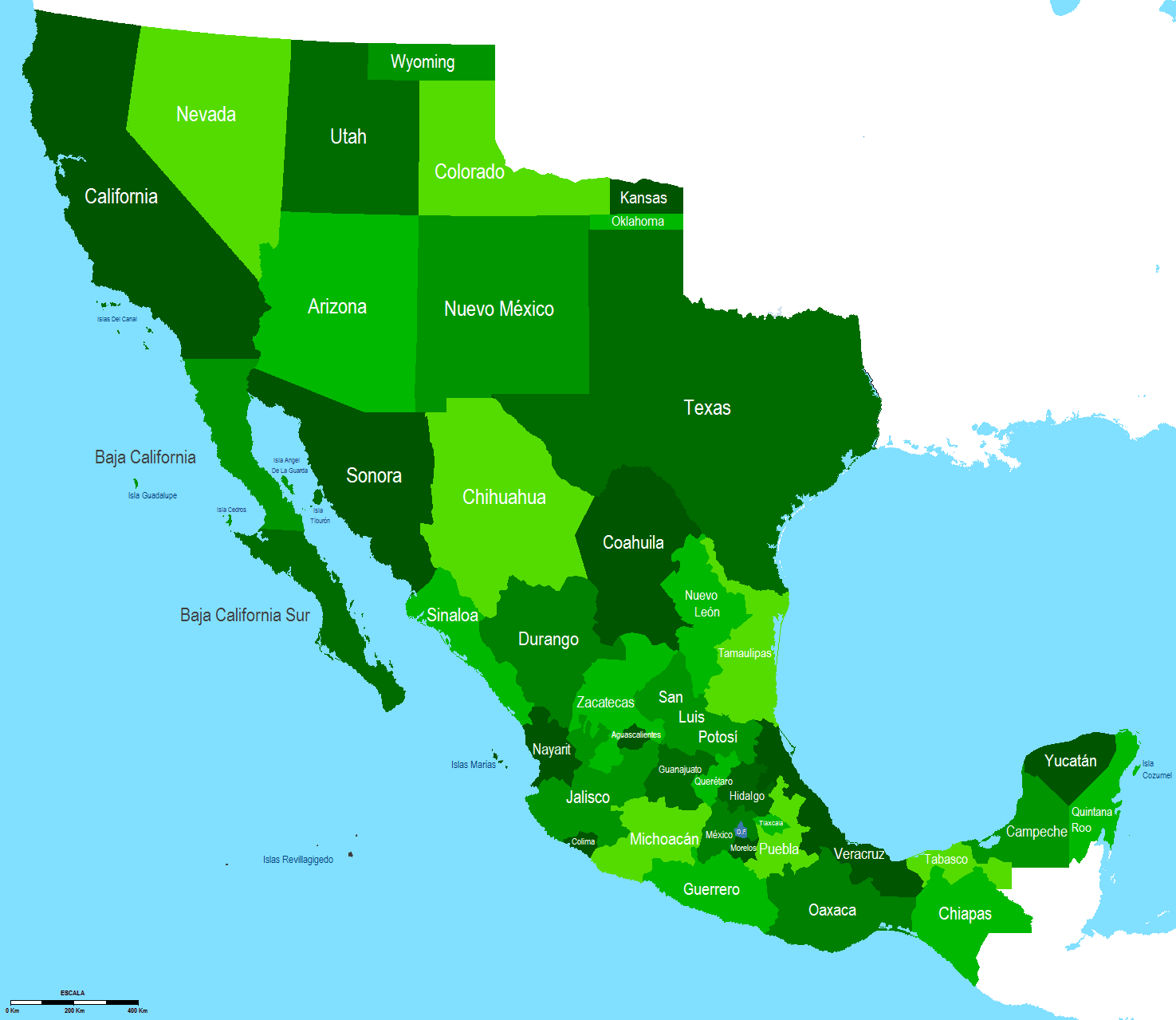
Карта, показывающая, как могла бы выглядеть Мексика, состоящая из 42 штатов, если бы она вернула свои прежние территории.

Националистический фронт Мексики выступает против того, что он считает англо-американским культурным влиянием, и не признаёт договор Гуадалупе-Идальго, а также то, что его члены считают «американской оккупацией» территории, ранее принадлежавшей Мексике, а теперь образующей юго-запад Соединенных Штатов.
На его веб-сайте указано:
Мы отвергаем оккупацию нашего народа на его северных территориях, что является важной причиной бедности и эмиграции. Мы требуем, чтобы наши притязания на все территории, силой оккупированные Соединенными Штатами, были признаны в нашей Конституции, и мы будем храбро защищать, в соответствии с принципом самоопределения всех народов, право мексиканского народа жить на всей нашей территории в её исторических границах, какими они существовали и были признаны на момент обретения нами независимости.

### Карл Трухильо
Выдающимся сторонником Реконкисты был активист чикано и адъюнкт-профессор Карл Трухильо (1953—2015) из Университета Нью-Мексико (UNM). Он выступал за создание суверенной латиноамериканской нации, República del Norte (Республика Севера), которая будет охватывать Северную Мексику, Нижнюю Калифорнию, Калифорнию, Аризону, Нью-Мексико и Техас. Он поддерживал отделение Юго-Запада США с целью образования независимой нации чикано и утверждал, что Статьи Конфедерации предоставляют отдельным штатам полный суверенитет, включая законное право на отделение.
Трухильо, который преподавал в Программе изучения чикано UNM на годовом контракте, заявил в интервью: «Коренные латиноамериканцы чувствуют себя чужими на своей земле». Он сказал: «Мы остаемся подчиненными. У нас есть негативный образ нашей собственной культуры, созданный средствами массовой информации. Ненависть к себе — ужасная форма угнетения. Долгая история угнетения и подчинения должна закончиться», и что по обе стороны границы США и Мексики «происходит растущее слияние, возрождение связей… Чикано на юго-западе и мексиканцы на севере снова становятся одним народом». Трухильо заявил, что выходцы из Латинской Америки, которые достигли властных позиций или иным образом «пользуются преимуществами ассимиляции», скорее всего, выступят против новой нации, и пояснил:
Будет негативная реакция, мучительный ответ того, кто думает: «Дайте мне перерыв. Я только хочу сходить в Wal-Mart». Но идея просочится в их сознание и вызовет внутренний кризис, боль совести, внутренний диалог, когда они спросят себя: «Кто я в этой системе?»
Трухильо полагал, что República del Norte будет создана «любыми необходимыми средствами», но что она будет сформирована, вероятно, не гражданской войной, а электоральным давлением будущего большинства латиноамериканского населения региона. Трухильо добавил, что он считает своим долгом помочь сформировать «интеллектуальные кадры», которые задумаются о том, как новое государство может стать реальностью.
Сообщается, что в 2007 году UNM решило прекратить продление годового контракта Трухильо. Трухильо утверждал, что его «увольнение» произошло из-за его радикальных убеждений, и утверждал: «Срок полномочий основан на голосовании моих коллег. Немногие поддерживают мнение профессора чикано, отстаивающего национальное государство чикано».

### Хосе Анхель Гутьеррес
В интервью изданию In Search of Aztlán 8 августа 1999 года Хосе Анхель Гутьеррес, профессор политологии Техасского университета в Арлингтоне, заявил:
Мы единственная этническая группа в Америке, которую разделили. Мы не мигрировали и не иммигрировали сюда добровольно. Соединенные Штаты приходили к нам в виде последовательных волн вторжений. Мы в некотором смысле пленники, люди-заложники. Мы хотим вернуть свою родину — это наша политическая судьба и наше право на самоопределение. Нравится им это или нет, неважно. Если они называют нас радикалами, подрывниками или сепаратистами, это их проблема. Это наш дом, это наша родина, и мы имеем на это право. Мы хозяева. Все остальные — гости… Мы не виноваты в том, что белые не рожают детей, а черные не растут в достаточном количестве, и нет других групп с целью снова объединить свою родину. Только мы делаем это. Эти цифры сделают это возможным. Я верю, что в следующие несколько лет мы увидим движение ирредентистов, выходящее за рамки ассимиляции, за рамки интеграции, за рамки сепаратизма, чтобы снова объединить Мексику в единое целое. Это ирридентизм [sic]. Одна Мексика, одна нация.
В интервью Star-Telegram в октябре 2000 года Гутьеррес заявил, что многие недавние мексиканские иммигранты «хотят воссоздать и объединить всю Мексику в единое целое. И они собираются сделать это, даже если это чисто демографически… У них будет политический суверенитет над Юго-Западом и многими частями Среднего Запада». На видеозаписи, сделанной веб-сайтом Immigration Watchdog, цитируемой в The Washington Times, Гутьеррес сказал: «Нас миллионы. Нам просто нужно выжить. У нас стареющая белая Америка. Они не рожают детей. Они умирают. Это вопрос времени. Взрыв у нашего населения». В последующем интервью The Washington Times в 2006 году Гутьеррес отступил и сказал, что «не существует жизнеспособного движения Реконкисты», и обвинил в интересе к этому вопросу закрытые сообщества и «правые блоги».

### Другие мнения
Фелипе Гонсалес, профессор Университета Нью-Мексико (UNM), который является директором Юго-западного латиноамериканского исследовательского института UNM, заявил, что среди латиноамериканцев Нью-Мексико существует «некая скрытая родина», но «образованная элита должна подхватить эту идею [новой нации], поддержать ее и использовать как точку конфронтации, если она хочет добиться успеха». Хуан Хосе Пенья из Hispano Round Table в Нью-Мексико считал, что мексиканцам и американцам мексиканского происхождения не хватает политического сознания, чтобы сформировать отдельную нацию: «Сейчас нет движения, способного взяться за это».
Незаконная иммиграция на юго-запад иногда рассматривается как форма Реконкисты в свете того факта, что государственности Техаса предшествовал приток американских поселенцев в эту мексиканскую провинцию до тех пор, пока количество граждан США не превзошло численность мексиканцев (десять к одному) и они не взяли на себя управление этим районом. Теоретически произойдет обратное, когда мексиканцы в конечном итоге станут настолько многочисленными в регионе, что станут обладать значительным влиянием, в том числе политической властью. Некоторые аналитики говорят, что даже если это не запланировано, значительный демографический сдвиг на Юго-Западе может привести к «де-факто реконкисте».
Опрос Zogby в мае 2006 года показал, что 58 % мексиканцев считают, что Юго-Запад должен принадлежать Мексике.
Американский политолог Сэмюэл Хантингтон, сторонник существования Реконкисты, заявил в 2004 году:
В демографическом, социальном и культурном плане реконкиста (повторное завоевание) юго-запада Соединенных Штатов мексиканскими иммигрантами идет полным ходом. [Однако] значимый шаг по воссоединению этих территорий с Мексикой кажется маловероятным… Ни одна другая группа иммигрантов в истории США не заявляла и не могла заявить исторические претензии на территорию США. Мексиканцы и американцы мексиканского происхождения могут и делают это заявление.
Неолиберальный политический писатель Микки Каус заметил:
Реконкиста — это самую малость радикально. Мне сказали, что если вы поговорите с людьми в Мексике, если вы напоите их в баре, они скажут, что мы забираем это обратно, извините. Это не редкость в Мексике, так почему бы нам здесь не воспринимать это всерьез?… Это похоже на проблему Квебека, если бы Франция находилась по соседству с Канадой.
Другие лидеры латиноамериканских правозащитников говорят, что Реконкиста — не более чем маргинальное движение. Нативо Лопес, президент Мексикано-американской политической ассоциации в Лос-Анджелесе, когда репортер спросил о концепции Реконкисты, ответил: «Не могу поверить, что вы беспокоите меня вопросами по этому поводу. Вы несерьезны. Я не могу поверить, что вы возитесь с таким крохотным второстепенным элементом, который не имеет никакого отношения к этому населению».
Настроения реконкисты часто шутливо упоминаются средствами массовой информации для мексиканцев, включая недавнюю рекламу водки Absolut, которая вызвала серьезные споры в Соединенных Штатах из-за карты довоенной Мексики. Реконкиста — повторяющаяся тема в современной художественной и документальной литературе, особенно среди ультраправых авторов.
Национальный совет Ла-Разы, крупнейшая национальная организация по защите прав испаноязычных в Соединенных Штатах, заявил на своем веб-сайте, что он «никогда не поддерживал и не одобряет идею Реконкисты (право Мексики на возвращение земель юго-запада США) или Ацтлана».

## Реальные действия

### В начале 20 века
В 1915 году захват Базилио Рамоса, предполагаемого сторонника мексиканского диктатора Викториано Уэрты, в Браунсвилле, штат Техас, выявил существование плана Сан-Диего, цель которого часто интерпретируется как отвоевание Юго-Запада Соединенных Штатов для получения внутренней поддержки в Мексике для Уэрты. Однако другие теории заключаются в том, что план, который включал убийство всех белых мужчин в возрасте не менее 16 лет, был создан для того, чтобы подтолкнуть США, в конечном итоге, к успешной поддержке правления Венустиано Каррансы, главного лидера мексиканской революции. Большинство свидетельств подтверждают, что План Сан-Диего был разработан анархистами и направлен на обеспечение независимости только Южного Техаса, а не всего Юго-Запада Соединенных Штатов, для анархистской политической системы.
В 1917 году, согласно перехваченной телеграмме Циммермана, Германия в обмен на присоединение Мексики к ней в качестве союзника против США во время Первой мировой войны была готова помочь Мексике «отвоевать» потерянные территории Техаса, Нью-Мексико и Аризоны. Нет никаких доказательств того, что мексиканское правительство когда-либо серьезно рассматривало это, и такая попытка почти наверняка потерпела бы неудачу. Раскрытие телеграммы способствовало анти-мексиканским настроениям и стало одним из основных факторов, побудивших США объявить войну Германии.

### Сегодня
Среди чикано в 1960-х этот термин не использовался, но они понимали, что «Ацтлан» должен подвергнуться культурному возрождению и расширению.
В конце 1990-х — начале 2000-х годов, когда данные переписи населения США показали, что количество мексиканцев на юго-западе Соединенных Штатов увеличилось, этот термин популяризировали современные интеллектуалы в Мексике, такие как Карлос Фуэнтес, Элена Понятовска и президент Висенте Фокс, который говорил о мексиканских иммигрантах, сохраняющих свою культуру и испанский язык в Соединенных Штатах по мере того, как они мигрировали в этот район в больших количествах.
В марте 2015 года, в разгар войны на Украине, когда США планировали поддержать Украину в борьбе против России, спикер чеченского парламента Дукуваха Абдурахманов пригрозил вооружить Мексику против Соединенных Штатов и поставил под сомнение правовой статус территорий Калифорнии, Нью-Мексико, Аризоны, Невады, Юты, Колорадо и Вайоминга.